# Моураві

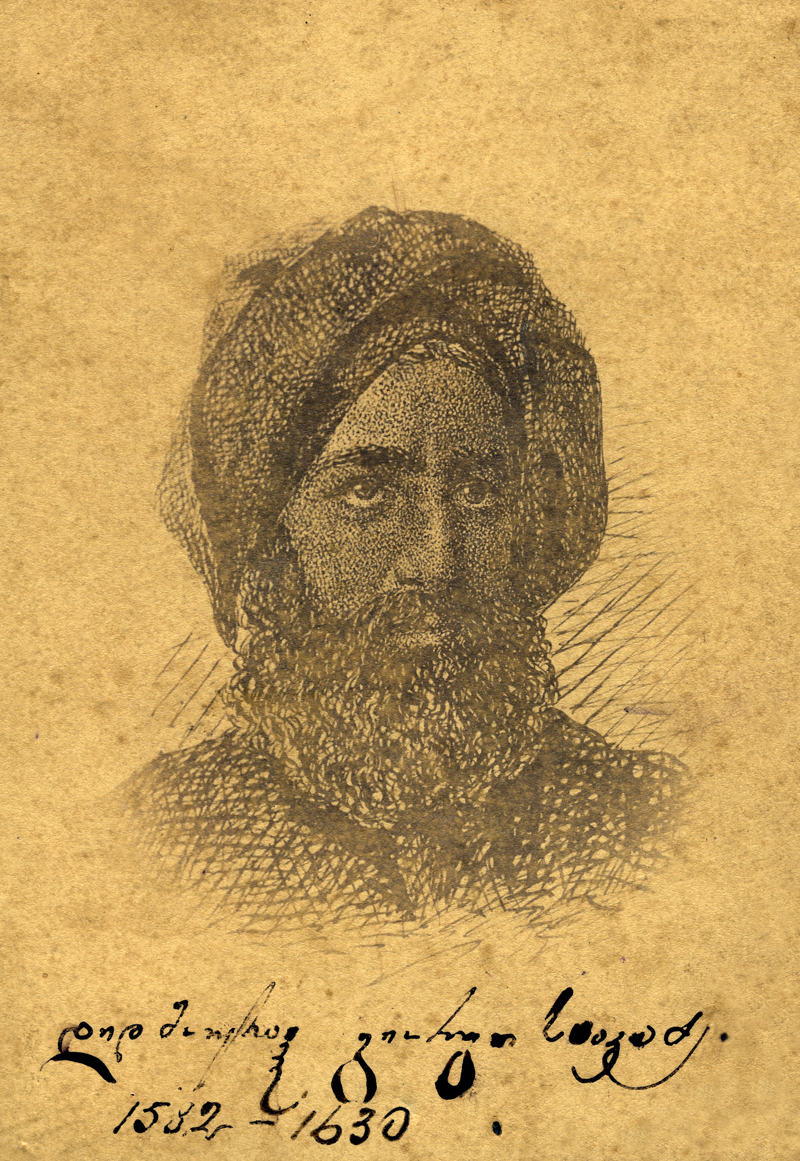
Великий Моураві - Ґіорґі Саакадзе невідомий портрет

Моураві (груз. მოურავი; від грузинського слова груз. ურვა (урва) — піклуватися) — керуючий провінції, округу, міста, селища. Адміністративна посада в феодальній Грузії. Цей термін зустрічається вже в X столітті. Моураві призначалися з представників знаті. Вони стежили за виконанням царських указів, за судовими розглядами. Посада скасована в XIX столітті, після приєднання Грузії до Росії.
Спочатку посада моураві призначалася, але згодом була закріплена за окремими родинами. Моураві від імені царя чи можновладного князя (мтаварі) управляли провінціями, округами або великими містами. У той же час моураві іменувалися також і керуючі в більш дрібних феодальних одиниць — сатавадо, в тому числі і в князівських садибах.
У підпорядкуванні у моураві були такі посадові особи: мелік, мамасахлісі, нацвал і асасі. Судові функції він виконував в присутності меліка і мамасахлісі а також 3-4 «надійних громадян». Посада була настільки почесною, що навіть принци (батонішвілі) не відмовлялися займати цю посаду.
Глава моуравів іменувався — моуравт моураві або моуравтухуцес. У Імеретинському царстві до середини XVIII століття всі моураві підпорядковувалися Ціхіставі (призначалися з роду князів Чіджавадзе).
Найбільш відомим в історії Грузії моураві, був знаменитий полководець XVII століття, відомий військовий і політичний діяч, князь Ґіоргі Саакадзе, прозваний Великим Моураві.
У Картлі-Кахетинському царстві найбільш впливовими в XVIII столітті були моураві провінцій Кізіка (князі Андронікашвілі), Казахі і Арагві, а також Моураві міст Тбілісі (князі Тархан-Моураві і князі Ціцішвілі) і Горі (князі Амілахварі).

## Список Моураві Імеретінського царства
- Місто Кутаїсі — князі Цулукідзе
- фортеця Чхері — князі Церетелі
- Лосіатхеві — дворяни Мачаваріані
- Хоні — дворяни Абуладзе
- Сапайчаво — князі Лордкіпанідзе
- Сачілао — дворяни Кордзая
- Парцнаханеві — князі Ніжарадзе
- Кутір — дворяни Мдівані
- Гегуті — князі Іашвілі
- Ріоні — дворяни Месхі
- Квачхірі — дворяни Абашідзе
- Варціхе — князі Церетелі
- Сімонет — дворяни Клдіашвілі
- Мухурі — дворяни Сакварелідзе
- Сазанами — князі Авалішвілі
- Кіцхінсі — дворяни Лоладзе
- Сакарі — князі Абашідзе
- Квар — дворяни Абашідзе
- Мінді — князі Леонідзе
- Хіріскарі — князі Леонідзе
- Чадроті — князі Джапарідзе
- Гебі — князі Джапарідзе
- Глолі — князі Джапарідзе
- Чіорі — дворяни Джапарідзе
- Чіквішті — князі Геловані
- Свірі — дворяни Гумцадзе